# 1-Butyn
1-Butyn eller etylacetylen är en alkyn som är lättantändlig. Dess strukturformel är C2H5C≡CH. Vid standardtryck och -temperatur är 1-butyn en färglös gas med vitlöksaktig lukt.

## Användning
Butyn kan användas som svetsgas på grund av den höga brinntemperaturen, men används inte ofta som det på grund av andra mer lättframställda alternativ som etyn. Butyn används också vid framställning av andra organiska föreningar.